# كردستان تركيا

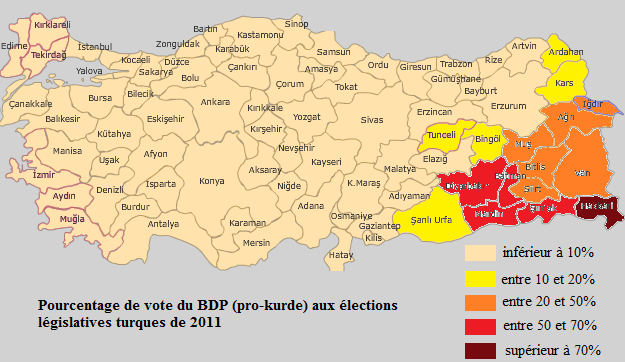
حصيلة حزب السلام والديمقراطية التابع لحزب العمال الكردستاني في انتخابات 2011

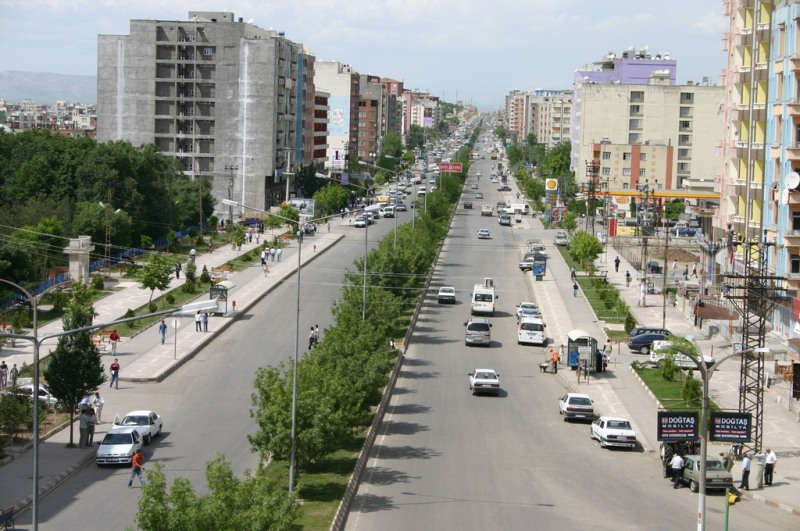
مدينة بطمان في المناطق الكردية في تركيا

كردستان تركيا أو كردستان الشمالية (بالكردية: Bakurê Kurdistanê)‏ هي جزء من كردستان الخاضع لسلطة تركيا، وتقع في شرق الأناضول ومناطق جنوب شرق الأناضول، حيث يشكل الكرد المجموعة العرقية السائدة. يقدر المعهد الكردي في باريس أن هناك 20 مليون كردي يعيشون في تركيا، غالبيتهم في الجنوب الشرقي. القومية الكردية بفرعيها (الكرمانج والزازا) تشكل 80% من سكان تلك المنطقة والأتراك يشكلون 12% من السكان والبقية عرب وكلدان سريان وشعوب قوقازية وأرمن.[بحاجة لمصدر]
ينتشر أكراد تركيا في 21 محافظة من أصل 81 محافظة تشكل الجمهورية التركية:
1. حكاري
2. شرناق
3. وان
4. بدليس
5. بطمان
6. ماردين
7. دياربكر (آمد)
8. أغري
9. أديامان
10. أرضروم
11. موش
12. بينغول
13. أرزنجان
14. ملاطية
15. معمورة العزيز (Xarpêtê)
16. أورفة
17. قارص
18. عنتاب (Dîlok)
19. تونجلي (Dêrsim)
20. كلس
21. محافظة مرعش

يشكل الأكراد نسبا مهمة من سكان محافظات سيواس وأضنة وإسطنبول وأنقرة.[بحاجة لمصدر]

## التاريخ الحديث
بعد سقوط الخلافة العثمانية وإقامة الجمهورية التركية الحديثة تبنى مصطفى كمال أتاتورك نهجا سياسيا يتمحور حول إلزام انتماء الأقليات العرقية المختلفة في تركيا باللغة والثقافة التركية. كان من نتائج هذه السياسة منع الأقليات العرقية في تركيا ومنهم الأكراد من ممارسة لغاتهم في النواحي الأدبية والتعليمية والثقافية ومنع الأكراد من تشكيل أحزاب سياسية وكان مجرد التحدث باللغة الكردية عملا جنائيا حتى عام 1991. قوبلت محاولات مصطفى كمال أتاتورك بمسح الانتماء القومي للأكراد بمواجهة عنيفة من قبل أكراد تركيا وقرر الأكراد والأقليات الأخرى بقيادة الزعيم الكردي سعيد بيران (1865-1925) القيام بانتفاضة شاملة لنزع الحقوق القومية للأكراد والأقليات الأخرى، على أن تبدأ الانتفاضة في يوم العيد القومي الكردي عيد نوروز 21 مارس 1925. انتشرت الانتفاضة بسرعة كبيرة وبلغ عدد الأكراد المنتفضين حوالي 600,000 إلى جانب حوالي 100,000 من الشركس والعرب والأرمن والآشوريين وفرضوا حصارا على مدينة ديار بكر ولكنهم لم يتمكنوا من السيطرة على المدينة. وفي منتصف أبريل 1925 تم اعتقال سعيد بيران مع عدد من قادة الانتفاضة ونُفِّذ حكم الإعدام فيه في 30 مايو 1925.
بعد انتكاسة ثورة سعيد بيران شنّت الحكومة التركية حملة اعتقالات وتصفيات واسعة في المناطق الكردية في تركيا وحسب مذكرات جواهر لال نهرو عن اعترافات حكومة أنقرة، فقد بلغ عدد القتلى الأكراد في تلك الأحداث مليوناً ونصف مليون. استمرت الحكومات التركية المتعاقبة على نفس النهج وكان مجرد تلفظ كلمة أكراد يعتبر عملا جنائيا إذ كان يطلق على الأكراد مصطلح «شعب شرق الأناضول» ولكن الاهتمام العالمي بأكراد تركيا ازداد بعد العمليات المسلحة التي شنها حزب العمال الكردستاني في الثمانينيات مما حدى برئيس الوزراء التركي آنذاك توركوت أوزال (1927 - 1993) ولأول مرة أن يستعمل رسميا كلمة الأكراد لوصف الشعب الكردي في تركيا.
في عام 1991 رفع أوزال الحظر الكلي عن استعمال اللغة الكردية واستبدله بحظر جزئي.